# Fontenay-Mauvoisin
Fontenay-Mauvoisin is een gemeente in het Franse departement Yvelines (regio Île-de-France) en telt 302 inwoners (1999). De plaats maakt deel uit van het arrondissement Mantes-la-Jolie.

## Geografie
De oppervlakte van Fontenay-Mauvoisin bedraagt 3,3 km², de bevolkingsdichtheid is 91,5 inwoners per km².
De onderstaande kaart toont de ligging van Fontenay-Mauvoisin met de belangrijkste infrastructuur en aangrenzende gemeenten.

## Demografie
Onderstaande figuur toont het verloop van het inwonertal (bron: INSEE-tellingen).